# Jakub Jaworski
Jakub Jaworski (* 29. Juli 1986 in Białystok) ist ein ehemaliger polnischer Shorttracker.

## Werdegang
Jaworski trat international erstmals bei den Juniorenweltmeisterschaften 2003 in Budapest in Erscheinung, wobei er den 31. Platz im Mehrkampf und den 15. Platz mit der Staffel errang. Im folgenden Jahr kam er bei den Juniorenweltmeisterschaften 2004 in Peking auf den 25. Platz im Mehrkampf und auf den 11. Rang mit der Staffel. In der Saison 2004/05 belegte er bei den Juniorenweltmeisterschaften 2005 in Belgrad den 18. Platz im Mehrkampf sowie den neunten Rang mit der Staffel und bei den Europameisterschaften 2005 in Turin den 14. Platz im Mehrkampf sowie den neunten Rang mit der Staffel. In der folgenden Saison lief er bei den Juniorenweltmeisterschaften 2006 in Miercurea Ciuc auf den 19. Platz im Mehrkampf sowie auf den fünften Rang mit der Staffel und bei den Europameisterschaften 2006 in Krynica-Zdrój auf den 46. Platz im Mehrkampf sowie auf den neunten Rang mit der Staffel. In den folgenden Jahren nahm er an sieben Europameisterschaften (2007 in Sheffield, 2008 in Ventspils, 2009 in Turin, 2010 in Dresden und 2012 in Mladá Boleslav, 2013 in Malmö und 2014 in Dresden) teil. Seine besten Platzierungen dabei waren im Jahr 2010 der zehnte Platz im Mehrkampf und in den Jahren 2009 sowie 2011 der fünften Rang mit der Staffel. Außerdem startete er bei den Weltmeisterschaften 2009 in Wien, bei den  Weltmeisterschaften 2010 in Sofia und bei den Weltmeisterschaften 2012 in Shanghai. Sein bestes Resultat dabei war der 20. Platz über 1000 m im Jahr 2012. Bei den Olympischen Winterspielen 2010 in Vancouver belegte er den 27. Platz über 1500 m und bei den Teamweltmeisterschaften 2011 in Warschau den siebten Rang. Zudem nahm er an der Winter-Universiade 2009 in Harbin und an der Winter-Universiade 2011 in Erzurum teil. Seinen letzten Weltcup absolvierte er im November 2013 in Kolomna, welchen er auf dem 56. Platz über 1500 m beendete.

## Erfolge

### Olympische Spiele
- 2010 Vancouver: 27. Platz 1500 m

### Shorttrack-Weltmeisterschaften
- 2009 Wien: 33. Platz 1000 m, 33. Platz Mehrkampf, 35. Platz 500 m, 36. Platz 1500 m
- 2010 Sofia: 23. Platz 1500 m, 32. Platz Mehrkampf, 34. Platz 1000 m, 35. Platz 500 m
- 2012 Shanghai: 20. Platz 1000 m, 23. Platz Mehrkampf, 25. Platz 500 m, 27. Platz 1500 m

### Team-Weltmeisterschaften
- 2011 Warschau: 7. Platz

### Europameisterschaften
- 2005 Turin: 9. Platz Staffel, 14. Platz Mehrkampf
- 2006 Krynica-Zdrój: 9. Platz Staffel, 46. Platz Mehrkampf
- 2007 Sheffield: 10. Platz Staffel, 31. Platz Mehrkampf
- 2008 Ventspils: 8. Platz Staffel, 16. Platz Mehrkampf
- 2009 Turin: 5. Platz Staffel
- 2010 Dresden: 6. Platz Staffel, 10. Platz Mehrkampf
- 2012 Mladá Boleslav: 5. Platz Staffel, 16. Platz Mehrkampf
- 2013 Malmö: 10. Platz Staffel
- 2014 Dresden: 9. Platz Staffel, 36. Platz Mehrkampf

## Persönliche Bestleistungen
| Disziplin | Zeit         | Datum             | Ort            |
| --------- | ------------ | ----------------- | -------------- |
| 500 m     | 42,255 s     | 23. Januar 2010   | Dresden        |
| 1000 m    | 1:27,740 min | 29. Januar 2012   | Mladá Boleslav |
| 1500 m    | 2:17,252 min | 18. Januar 2008   | Ventspils      |
| 3000 m    | 4:54,426 min | 20. November 2011 | Białystok      |